# مراتي وزوجتي (فلم)
مراتي وزوجتي هو فيلم كوميدي مصري من إنتاج عام 2014 بطولة رامز جلال وشيري عادل

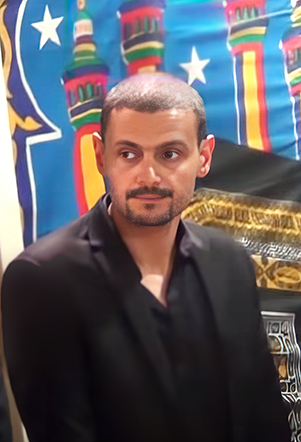
رامز جلال في دور حسام

.

## قصة الفيلم
تدور أحداث الفيلم في إطار كوميدي ساخر حول شاب (رامز جلال) والذي يتزوج إحدى الفتيات المهتمين بحقوق المرأة ومواجهة التحديات التي تعيقها في تحقيق أحلامها، ولكن ذلك ساعد على عدم تواجدها مع زوجها الوقت الكافي وعدم اهتمامها بحياتها الزوجية، مما أدى به إلى أن يتزوج مرة أخرى، هذا الأمر الذي ورطه في العديد من المشاكل والمفارقات الكوميدية والتي تحول حياته إلى كتلة من الجحيم.

## قائمة الممثلين
| الممثل       | الدور       |
| ------------ | ----------- |
| رامز جلال    | حسام        |
| إدوارد       | هاني        |
| شيري عادل    | فريدة       |
| رجاء الجداوي | والدة فريدة |
| حسن حسني     | فايز        |
| سامي مغاوري  | ضيف شرف     |
| نيرة عارف    |             |

## وصلات خارجية
- مقالات تستعمل روابط فنية بلا صلة مع ويكي بيانات
- صفحة الفيلم في قاعدة بيانات الأفلام العربية